# Кампо-Верде (Техас)
Кампо-Верде (англ. Campo Verde) — переписна місцевість (CDP) в США, в окрузі Старр штату Техас. Населення — 111 особа (2020).

## Географія
Кампо-Верде розташоване за координатами 26°23′30″ пн. ш. 98°54′50″ зх. д. / 26.39167° пн. ш. 98.91389° зх. д. (26.391630, -98.913980).  За даними Бюро перепису населення США в 2010 році переписна місцевість мала площу 0,08 км², уся площа — суходіл.

## Демографія
Згідно з переписом 2010 року, у переписній місцевості мешкали 132 особи в 33 домогосподарствах у складі 30 родин. Густота населення становила 1578 осіб/км².  Було 35 помешкань (418/км²).
Расовий склад населення:
| - 100,0 % — білих |

До двох чи більше рас належало 0,0 %. Частка іспаномовних становила 100,0 % від усіх жителів.
За віковим діапазоном населення розподілялося таким чином: 38,6 % — особи молодші 18 років, 54,6 % — особи у віці 18—64 років, 6,8 % — особи у віці 65 років та старші. Медіана віку мешканця становила 26,5 року. На 100 осіб жіночої статі у переписній місцевості припадало 85,9 чоловіків;  на 100 жінок у віці від 18 років та старших — 92,9 чоловіків також старших 18 років.
Цивільне працевлаштоване населення становило 30 осіб. Основні галузі зайнятості: будівництво — 73,3 %, освіта, охорона здоров'я та соціальна допомога — 26,7 %.